# Viszontbiztosítás
Célja a biztosító pénzügyi stabilitásának növelése, módszere a kockázatporlasztás, vagyis a kockázat megosztása a biztosító társaságok között. A biztosítási törvény szerint:− a biztosító vagy viszontbiztosító, továbbá harmadik országbeli biztosító vagy
viszontbiztosító által vállalt kockázat egy részének vagy egészének szerződésben meghatározott feltételek alapján, díjfizetés ellenében történő átvállalása.
Viszontbiztosítás esetén a közvetlen (első) direkt-biztosító az ügyféltől átvállalt kockázatok egy részét, díj ellenében továbbhárítja. Több biztosító társaság részvétele esetén a kockázat jelentősen csökkenthető, „porlasztható”, a minden társaság számára elviselhető mértékig. Ez lehetővé teszi a biztosító társaság számára a tényleges kapacitását meghaladó kockázat elvállalását. A direktbiztosító és a viszontbiztosító között létrejövő szerződés értelmében a viszontbiztosító, díj ellenében kötelezettséget vállal arra, hogy kár esetén a megállapodásban rögzített mértékben térít a direkt biztosítónak. (Vagyis részt vállal az utóbbi által fizetendő kárból.)
Viszontbiztosításnak azt nevezzük, amikor egy biztosító cégnek van egy másik biztosítóval/bankkal kapcsolata, mely garantálja, hogy ha az előbbi biztosítónak nem lenne anyagi fedezete a partnereinek kártérítésre – például nagyméretű környezeti károk esetén –, akkor ez a kapcsolat pótolja a hiányzó összeget. Két fajtáról beszélhetünk: aktív viszontbiztosításról és passzív viszontbiztosításról.

## Aktív viszontbiztosítás
Más biztosító kockázatainak (viszontbiztosítás)-ba vétele, a kockázatok (egy részének) átvállalása. Loro viszontbiztosításnak is hívják.

## Passzív viszontbiztosítás
A biztosító által elvállalt kockázatok viszontbiztosításba adása, szétporlasztása. Nostro viszontbiztosításnak is hívják.